# 西戈申 (加利福尼亞州)
西戈申（英語：West Goshen）是位於美國加利福尼亞州圖萊里縣的一個人口普查指定地區。

## 地理
西戈申的座標為36°20′57″N 119°27′27″W / 36.34917°N 119.45750°W，而該地最高點為海拔高度83米（即272英尺）。

## 人口
根據2010年美國人口普查的數據，西戈申的面積為3.050平方千米，當中陸地面積為3.050平方千米，而水域面積為0.000平方千米。當地共有人口511人，而人口密度為每平方千米167人。